# جلال آقامیری
جلال آقامیری (زاده ۱۰ بهمن ۱۳۷۹ در تهران) عضو تیم ملی بسکتبال ایران است. او در رقابت‌های جام جهانی بسکتبال ۲۰۲۳ در فهرست تیم ملی ایران حضور داشت. آقامیری فعالیت خود در رشته بسکتبال را از ۱۵ سالگی آغاز کرد و خیلی زود توانست جواز حضور در تیم ملی نوجوانان را به‌دست‌آورد و همراه این تیم عازم رقابت‌های قهرمانی آسیا شد.
آقامیری همچنین تجربه حضور در مسابقات ویلیام‌جونز را هم در کارنامه خود دارد و همراه تیم ملی امید توانسته حضور در این رقابت‌ها را تجربه کند. او در عرصه باشگاهی در سالیان گذشته عضو تیم کاله مازندران بوده‌است. او در حال عضو باشگاه بسکتبال شهرداری گرگان می باشد.